# Johann Karl Kappeler
Johann Karl Kappeler (Frauenfeld, 23 maart 1816 - Zürich, 20 oktober 1888) was een Zwitsers jurist, politicus en bestuurder uit het kanton Thurgau.

## Biografie

Buste van Johann Karl Kappeler door Baptist Hörbst (1850-1927).

### Afkomst en opleiding
Johann Karl Kappeler was een zoon van Melchior Kapeller. Hij liep school aan de Latijnse school van Frauenfeld en in Zürich. Vervolgens studeerde hij vanaf 1834 rechten in Zürich, Heidelberg en Berlijn. In 1854 trouwde hij met Marie Magdalena Hugentobler.

### Jurist
In het kanton Thurgau werd hij in 1839 benoemd tot advocaat en in 1841 tot procureur. Van 1846 tot 1850 was hij griffier en van 1850 tot 1857 rechter in de kantonnale rechtbank van Thurgau. Later was hij van 1854 tot 1857 rechter in het Bondshooggerechtshof.

### Politicus
Als bekwaam jurist en bevlogen spreker kreeg Kapeller snel een reputatie binnen de kantonnale politiek van Thurgau. Van 1843 tot 1857 zetelde hij in de Grote Raad van Thurgau, waarvan hij voorzitter was in 1850, van 1851 tot 1852 en van 1856 tot 1857. Hoewel hij aan het begin van zijn politieke carrière eerder liberaal-conservatief was, bepleitte hij als kantonnaal parlementslid de oprichting van de kantonnale school van Frauenfeld, die zou worden geopend in 1853, en voor een justitiehervorming, wat leidde tot de wet op het hof van assisen in 1852.
Onder invloed van de Sonderbund-oorlog wijzigde zijn politieke oriëntatie en werd hij een van de kopstukken van de radicalen op federaal niveau. Daarbij vervoegde hij de rangen van Alfred Escher. Van 6 november 1848 tot 4 december 1881 zetelde hij gedurende meer dan 33 jaar in de toen recent opgerichte Kantonsraad, waarvan hij voorzitter was in 1851, 1854, 1872 en 1881. Hij zat tevens diverse commissies voor. Zijn lange staat van dienst maakten hem een van de meest invloedrijke leden van de Bondsvergadering.

### Bestuurder
In 1857 benoemde de Bondsraad hem als voorzitter van de bestuursraad van de Federale Polytechnische Hogeschool van Zürich, als opvolger van Johann Konrad Kern. Van 1853 tot 1866 was hij lid van de raad van bestuur van de Schweizerische Nordostbahn. Tussen 1856 en 1888 was hij ook bestuurder bij de Thurgause hypotheekbank.

## Onderscheidingen
- Doctor honoris causa aan de Universiteit van Zürich (1880)